# Stenodus nelma
Stenodus nelma és una espècie de peix de la família dels salmònids i de l'ordre dels salmoniformes que habita a Amèrica del Nord i Euràsia (Sibèria, Rússia). És un peix demersal d'aigua dolça, salabrosa i marina.
Els mascles poden assolir 150 cm de longitud total i 40 kg de pes.
Tenene entre 63 i 69 vèrtebres.
Els adults mengen peixets i els alevins larves d'insectes aquàtics i crustacis planctònics.
La seua carn és blanca, dolça i lleugerament oliosa. És venut fresc o congelat.
Al Canadà és depredat per Stenodus leucichthys, Esox lucius i Lota lota.
És inofensiu per als humans.